# 京都放送
京都放送（日语：／ Kyōto Hōsō */?）是日本的一家以京都府和滋賀縣為放送地域的中波廣播電台，以及以京都府為播出地區的電視台。簡稱KBS，播出電視及廣播節目時經常使用「KBS京都」這一稱呼，但滋賀放送局播出的節目有時會使用「KBS滋賀」這一名稱。現在的「KBS京都」這一名稱是在1981年開播30週年時制定。京都放送總部位於蛤御門對面。
京都放送開播於1951年，最初是一家廣播電台，當時的公司名稱是（和現在相反）。1964年10月，京都放送改名為近畿放送。1969年4月開始播出電視節目。1994年9月22日，京都放送申請適用《會社更生法》，實際上倒閉，但並未停止播出節目。1995年10月，京都放送變更公司名為至今。2006年4月，京都放送啟用廣播、電視共通吉祥物（以賀茂茄子為概念製作），之前廣播使用（黃色男童）和（粉色女童）為吉祥物。京都放送廣播和電視的共通體育主題音樂是弗朗茨·馮·布隆作曲的「歐洲萬歲（Heil Europa Marsch）」。

## 資本構成
下為2021年3月31日京都放送的資本構成:384-385：
| 資本金          | 授權資本 | 已發行股票總數 | 股東數 |
| --------------- | -------- | -------------- | ------ |
| 20億6,200萬日元 | 30億日元 | 52,480股       | 50     |

| 股東         | 持股數  | 比例   |
| ------------ | ------- | ------ |
| 京瓷         | 7,500股 | 14.29% |
| 關西電視台   | 5,000股 | 09.52% |
| 京都新聞社   | 2,600股 | 04.95% |
| 歐姆龍       | 2,600株 | 04.95% |
| 華歌爾       | 2,600株 | 04.95% |
| 任天堂       | 2,600株 | 04.95% |
| 富士媒體控股 | 2,500株 | 04.76% |
| 京都銀行     | 1,600株 | 03.04% |

## 沿革
京都放送於1951年4月獲得籌備執照，是日本首家獲得籌備執照的民營廣播電台之一，並於同年6月正式設立公司。1951年12月24日，京都放送開始播出廣播節目，是日本第五家開播的民營廣播電台。1964年，京都放送變更公司名稱為「近畿放送」（簡稱KBS），並在翌年於京都新聞社大樓內完成了新總部。1969年4月1日，近畿放送開始試播電視節目，並於4月1日正式開始播出電視節目，成為近畿地方首個獨立電視台。1977年，就任京都新聞社兼近畿放送社長的白石英司宣布開始修建近畿放送新總部計劃。所需費用約40億日元，大部分通過借款獲得:24。1981年是近畿放送開播30週年。近畿放送在這一年搬入了新總部（即現在地址），並將簡稱改為「KBS京都」:24。
1983年，近畿放送社長兼京都新聞社社長白石英司突然去世，內田和隆繼任近畿放送社長。在遺產繼承過程中，近畿放送和京都新聞社發現白石英司因不動產投資失敗而造成約70億日元的賬外債務，成為此後近畿放送倒閉的序曲:25。此後圍繞賬外債務處理一事，白石英司之妻白石浩子支持京都新聞社，而白石英司之母支持近畿放送，京都新聞社和近畿放送（及白石家族內部）的紛爭表面化。為解決債務問題，近畿放送依賴地下金融界大佬許永中融資。此後許永中參與了近畿放送增資，並和近畿放送新社長福本邦雄關係密切:29。同時京都新聞社也在這一時期和近畿放送絕交，直至後來參與近畿放送重建為止。1989年，福本邦雄為對新設立的子公司「KBS開發」進行融資而將近畿放送總部土地和建築以146億日元的價格抵押:31。這一事件在1991年被揭露:31。同年日本戰後最大的經濟案件伊藤萬事件爆發，許永中是這起案件的核心人物。近畿放送也被捲入這起案件，福本邦雄因此辭職。此後近畿放送經營狀況惡化。1994年，近畿放送工會以欠薪為由向京都地方裁判所申請適用《會社更生法》，近畿放送事實上倒閉，成為日本首個倒閉的擁有播出執照的放送業者。但因申請之前數年即展開存續運動，因此節目播出得以持續，避免了吊銷執照的危機:35-39。此後近畿放送開始重建，並於1996年改名為「株式會社京都放送」。任天堂、華歌爾、歐姆龍、京瓷等京都府的大企業和京都府廳、京都市役所均參與出資重建:46-57。
2005年，京都放送開始播出數位電視。2007年10月2日，京都地方裁判所承認京都放送完成更生手續:191。2015年，京都放送完全清償了更生計劃的債務，宣告完成重建。

## 廣播
京都放送是NRN的加盟電台，在近畿地方和大阪放送共同承擔基幹電台的角色。京都放送的廣播部門以05:00為基點進行24小時播出。過去京都放送滋賀放送局曾製作播出部分面向滋賀縣的節目，但現在除了高中棒球比賽之外，各地已統一節目播出內容。舞鶴放送局和福知山放送局過去曾有製作播出新聞節目，但現在和滋賀放送局相同，除了高中棒球比賽之外並無獨自播出的節目內容。京都放送廣播的可收聽範圍基本覆蓋了近畿地方全境，覆蓋人口數近2.000萬人。

## 電視
京都放送加盟了全國獨立放送協議會，遙控器號碼是5頻道。目前京都放送的電視部門並未實施24小時播出，基本上在平日02:33~02:53之間會收播（週六為27:03（週日03:03）），05:55開始播出節目。京都放送除了播出自製節目之外，也播出日本各大電視聯播網在大阪的系列局未播出的節目、外國電視劇等節目。
在大阪電視台開播之前，京都放送曾播出較多東京12頻道（現東京電視台）的節目。2007年，京都放送和神奈川電視台、埼玉電視台、千葉電視台、三重電視台、SUN電視台共同加入東名阪Net6。此外，京都放送還播出東京都會電視台節目《5時夢中!》。京都放送電視節目包括了京都府全府、滋賀縣及大阪府的大部分地區、奈良縣及福井縣的部分地區（部分地區需通過有線電視收看）。

## 外部連結
- KBS京都 （页面存档备份，存于） - 官方網站 （日語）
- KBS京都的X（前Twitter）
- YouTube KBS京都頻道 （页面存档备份，存于） （日語）
- KBS京都Ustream網站 （页面存档备份，存于）